# Vu Thành Long
Vu Thành Long (26 tháng 9 năm 1617 – 31 tháng 5 năm 1684) tự Bắc Minh (北溟) hay Bắc Khê (北溪), hiệu Vu Sơn (於山), là một vị quan thanh liêm nổi tiếng của triều đại Nhà Thanh trong lịch sử Trung Quốc.
Ông là một người Hán sinh vào cuối thời Minh và đầu thời Thanh. Năm Thuận Trị thứ 18 (1661), ông ra làm quan và lần lượt đảm nhiệm các chức vụ Tri huyện, Tri châu, Tri phủ và Đạo viên. Đến năm Khang Hi thứ 17 (1678) thì được thăng chức đến Phúc Kiến Án sát sứ. Ông được Phúc Kiến Tuần phủ Ngô Hưng Tộ tiến cử cho triều đình, khen ngợi là người có năng lực và liêm khiết bậc nhất tỉnh Phúc Kiến. Năm 1681, Khang Hi đặc biệt chọn Vu Thành Long làm Trực Lệ Tuần phủ. Vào khoảng thời gian giữa năm 1682 và 1684, ông đảm nhiệm vị trí Tổng đốc Lưỡng Giang. Cuộc đời làm quan của ông đã trở thành một trong các giai thoại về quan viên liêm khiết thời phong kiến Trung Hoa.

## Xuất thân và giáo dục
Vu Thành Long sinh ra vào năm Minh Vạn Lịch thứ 45 (1617) trong một gia đình nông thôn có địa vị ở châu Vĩnh Ninh, phủ Phần Châu, huyện Sơn Tây (nay là quận Ly Thạch, địa cấp thị Lữ Lương, tỉnh Sơn Tây). Vào năm Chí Nguyên đầu tiên thời Nguyên Thuận Đế, tổ tiên của ông là Vu Bá Đạt, Vu Kiến Trung và Vu Sĩ Hiền đã dời đến thôn Bạch Sương Lý thuộc Thạch Châu (nay là quận Ly Thạch, địa cấp thị Lữ Lương). Vu Sĩ Hiền sinh Vu Uyên; Vu Uyên lại sinh bốn người con bao gồm Vu Thản. Năm Minh Cảnh Thái thứ 5 (1454), Vu Thản đậu Tiến sĩ trong khoa thi Giáp Tuất và làm quan đến chức Tuần phủ.
Đến năm Chính Đức đầu tiên (1506), một mạch tông tộc của Vu Tố dời đến Lai Bảo thôn, cách thành Hương Cự phía bắc Thạch Châu 30 cây số. Vu Tố sinh ra Vu Ân; Vu Ân lại sinh bốn người con bao gồm Vu Thời Hoàng. Năm Vạn Lịch thứ 45 (1617), ngày 21 tháng 8 (âm lịch), vợ cả của Vu Thời Hoàng là Điền thị sinh hạ người con trai thứ là Vu Thành Long. Không lâu sau khi sinh con thì Điền thị qua đời, Vu Thời Hoàng cưới người vợ kế là Lý thị. Quan hệ giữa Vu Thành Long và kế mẫu rất hòa hợp nên gia đình rất hòa thuận. Năm Minh Sùng Trinh thứ 12 (1639), khi mới 23 tuổi, ông tham gia khoa cử và đậu được Phó bảng Cống sinh nhưng vì suy nghĩ đến cha mình tuổi tác đã cao nên không nhận chức quan gì.

## Sự nghiệp

### Xuất sĩ làm quan
Năm Thuận Trị thứ 18 (1661), Vu Thành Long đã 45 tuổi thì nhận được ủy nhiệm của triều đình nhà Thanh đến La Thành của Quảng Tây nhận chức Tri huyện. Lúc bấy giờ, La Thành là nơi xa xôi lại thêm chiến loạn kéo dài và nhân khẩu trong vùng thưa thớt chỉ vẻn vẹn có sáu hộ gia đình, hoàn toàn không có thành trì hay nơi làm việc cho quan viên. Chỉ sau một thời gian, Vu Thành Long đã làm yên lòng bách tính đồng thời lập nên chế độ bảo giáp ở địa phương và nghiêm trị đạo tặc. Sau khi trị an trong thành dần ổn định, vì nhân khẩu trong thành quá ít mà ông đã chiêu mộ lưu dân để khôi phục sản xuất sinh hoạt và báo lên trên xin mở rộng lao dịch. Ngoài ra, ông còn động viên người dân tu sửa nhà ở, trường học, viện dưỡng lão và viện cứu tế giúp cho mọi người có thể tiếp cận với nền giáo dục và người nghèo lẫn mẹ góa con côi có nơi để sinh sống. Trong suốt khoảng thời gian này, ông rất được lòng dân nhờ sử dụng biện pháp có cương có nhu giải quyết những hành vi cường hào ác bá ức hiếp dân lành. Chỉ trong vòng ba năm, La Thành đã dần trở thành một nơi trăm họ an cư lạc nghiệp.
Năm Khang Hi thứ sáu (1667), nhờ những thành tích vượt trội của mình, Vu Thành Long được Tuần phủ Quảng Tây Kim Quang Tổ và Tổng đốc Lưỡng Quảng Lư Hưng Tổ tiến cử vì "Trác dị" (hơn hẳn mọi người). Ông được thăng chức thành Tri châu của Hợp Châu thuộc Tứ Xuyên. Hợp Châu sau khi trải qua thời gian dài chiến loạn, nhân khẩu chỉ khoảng hơn 100 người và hơn nữa thuế má sưu dịch lại cao. Sau khi Vu Thành Long nhận chức, ông nghiêm cấm quan viên quấy nhiễu người dân. Vì để khai thác nhiều đất hoang hơn, ông quy định người đầu tiên đến canh tác vùng đất nào thì sẽ là người sở hữu mảnh đất đó, đồng thời yêu cầu các quan huyện chú ý giúp đỡ những khó khăn trong việc canh tác và ổn định chỗ ở cho những người dân mới đến. Ông ra lệnh cho quan huyện hỗ trợ phân ranh giới ruộng đất nhà cửa, đăng ký ghi tên, cho vay tiền mua hạt giống để cày ruộng và thay đổi quy định thành ba năm không thu thuế ruộng. Chỉ trong vòng một tháng, nhân khẩu của Hợp Châu đã tăng đến hơn 1000 người.

### Lưỡng Hồ
Năm thứ tám (1669), Vu Thành Long được phong làm Đồng tri của Hoàng Châu phủ thuộc Hồ Quảng. Lúc bấy giờ, vấn đề trị an của Hoàng Châu cực kỳ bất ổn, ảnh hưởng lớn đến sự yên ổn của địa phương và sinh hoạt của người dân. Vì để hiểu rõ tình hình trộm cướp, ông nhiều lần cải trang đi tuần tra. Sau một thời gian tìm hiểu rõ ràng, ông liền tóm gọn nhóm đạo tặc ở địa phương. Đối với phạm nhân, Vu Thành Long chủ trương sử dụng hình phạt một cách thận trọng và lấy giáo dục làm điểm chính. Ông áp dụng tư tưởng "Khoan nghiêm tịnh trị" (Khoan dung nghiêm khắc rồi mới trị) và "Lấy đạo trị đạo", đạt hiệu quả rất tốt.
Trong phương diện kiện tụng và xử án, Vu Thành Long rất giỏi việc phát hiện vấn đề từ trong những chi tiết nhỏ nhặt. Ông thường cải trang vi hành, thể nghiệm và quan sát dân tình. Do nổi tiếng là quan thanh liêm, ông được người dân ca tụng là "Vu Thanh Thiên". Một lần nữa nhờ thành tích vượt trội của mình, Vu Thành Long được Tuần phủ Hồ Quảng Trương Triêu Trân tiến cử vì tiếp tục là "Trác dị" lần thứ hai.
Năm Khang Hi thứ 13 (1674), Vu Thành Long thay quyền Tri phủ Vũ Xương, đúng lúc gặp phải sự bùng nổ của Loạn Tam Phiên. Ông ra mặt kêu gọi hòa bình và làm ổn định tâm tình người dân địa phương khi tự mình dấn thân vào nguy hiểm để thuyết phục dân chúng bạo loạn chấm dứt hành động. Tháng tám năm đó, Vu Thành Long được điều đến Hoàng Châu làm Đồng tri. Cùng thời gian đó phản quân cầm đầu bởi Hà Vĩ Sinh từ Trường Sa chạy đến huyện Hoàng Cương để liên lạc với thân hào địa phương tạo phản với thế lực lớn khiến tình thế vô cùng nguy cấp. Vu Thành Long liền triệu tập dũng sĩ địa phương nghênh chiến và chính ông cũng đi đầu làm gương cho binh sĩ khiến sĩ khí nâng lên cực cao. Cuối cùng, Vu Thành Long dựa vào "hai ngàn dân chúng, giết mấy vạn địch" và còn bắt sống được Hà Vĩ Sinh. Sau đó, đợt nổi loạn này kết thúc.

### Phúc Kiến
Năm thứ 17 (1678), ông nhận chức Án sát sứ tại Phúc Kiến. Đương thời, triều đình Nhà Thanh vì để đối phó thế lực chống Thanh của họ Trịnh ở Đài Loan mà thi hành chế độ "Hải cấm" (cấm biển). Quan viên địa phương không quan tâm đến cảnh lầm than của dân suốt nhiều năm và thường xuyên lấy tội danh "thông hải" (đi đường biển) mà bắt oan bỏ tù nhiều dân chúng. Sau khi Vu Thành Long biết được việc này đã lập tức đưa các vụ án này ra thẩm tra lại kỹ càng. Sau sự nỗ lực và chủ trì của ông, hơn một ngàn dân chúng vô tội được thả ra. Cũng nhờ việc này mà Vu Thành Long được tiến cử "Trác dị" lần thứ ba.
Năm thứ 18 (1679), Vu Thành Long thăng chức làm Bố chính sứ của tỉnh Phúc Kiến, lúc Tuần phủ Phúc Kiến Ngô Hưng Tộ dâng tấu tiến cử lên triều đình đã xưng Vu Thành Long là "Mân tỉnh liêm năng đệ nhất". Năm sau, ông trực tiếp được đề bạt lên đến chức Trực Lệ Tuần phủ. Tháng hai năm kế tiếp, Khang Hi Đế đích thân triệu kiến Vu Thành Long ở Mậu Cần điện, ban thưởng cho hai ngàn lượng bạc trắng, một con ngựa ngự dụng, lại tự mình làm một bài thơ tán thưởng năng lực và sự liêm khiết của ông, lại khen ông là "Thanh quan đệ nhất" (quan thanh liêm đệ nhất). Đến tháng 10, ông lại đến hành cung thỉnh an, được Khang Hi Đế triệu vào bí mật bàn bạc về nghề sinh sống của dân chúng và công việc của quan chức địa phương. Lúc ra về thì Vu Thành Long được ban thưởng cho quần áo ngự dụng.

### Lưỡng Giang
Năm thứ 21 (1682), ông được phong chức làm Tổng đốc Lưỡng Giang, một vị trí lãnh đạo trong hàng thứ nhất của triều Thanh. Trước khi thăng quan, ông đã đề bạt "tiểu Vu Thành Long" từ Tri phủ Thông Châu làm Tri phủ Giang Ninh. Đầu nhiệm kỳ, ông chỉ quản lý hai tỉnh của Giang Nam, còn Tổng đốc Giang Tây do Đổng Vệ Quốc đảm nhiệm. Sau khi tin tức Vu Thành Long nhận chức Tổng đốc truyền ra ngoài, giá vải ở Nam Kinh tăng lên nhanh chóng: "Toàn bộ thành Kim Lăng đều đổi thành quần áo vải, cho dù là cưới gả cũng không dám dùng âm nhạc, sĩ phu giảm bớt, thậm chí có người hoảng sợ không dám ra khỏi nhà". Cùng năm này, ông được ban hàm Thượng thư bộ Binh kiêm Hữu Phó Đô ngự sử Đô sát viện.
Năm thứ 23 (1684), giờ Mão ngày 18 tháng tư (âm lịch), Vu Thành Long qua đời khi đang giữ chức Tổng đốc Lưỡng Giang. Sau khi người dân Nam Kinh nghe tin, "bất kể nam nữ lớn nhỏ, khắp các ngõ hẻm đều khóc thương đình công"; Khang Hi Đế phá lệ đích thân soạn viết văn bia cho Vu Thành Long, lại ban cho một tấm biển "Cao hành thanh túy" ca ngợi một đời liêm khiết của ông, truy thụy cho Vu Thành Long hai chữ "Thanh Đoan" (清端) với hàm Thái tử Thái bảo. Vu Thành Long được đưa về chôn cất ở quê nhà Vĩnh Ninh. Năm Ung Chính thứ 10, Vu Thành Long được đưa vào thờ tự trong "Hiền lương từ".

## Giai thoại
Vu Thành Long cả đời cần chính liêm khiết. Bất kể là ở nơi thành trì nhỏ thô sơ hay tại nơi giàu có như Giang Nam, ông đều không hề thay đổi tác phong tiết kiệm của mình bằng chứng qua việc ăn uống đạm bạc không xa hoa và cùng ăn với cả người hầu trong nhà; hơn nữa ông không ăn thịt mà chỉ ăn rau (thanh thái) vì vậy mà còn được xưng là "Vu Thanh Thái". Một đời làm quan của ông rất được dân chúng kính yêu và được triều dã biết đến với danh tiếng "Quan lại thanh liêm đệ nhất thiên hạ". Ông không chỉ sống tiết kiệm cho bản thân mà còn yêu cầu người nhà cũng phải tiết kiệm. Trong các cuộc hành trình công tác xa nhà, ông đều không dẫn theo gia quyến cho nên vợ ông cũng chỉ có thể gặp ông một vài lần trong suốt hai mươi năm xa cách.
Vu Thành Long trong khi đảm nhiệm các chức quan địa phương như Tri huyện, Tri châu, Tri phủ và Đạo viên hay đến các chức quan lớn như Án sát sứ và Bố chính sứ đều lập nhiều thành tích lớn. Đặc biệt là ông luôn giữ vững sự thanh liêm của mình nên rất được sĩ phu và người dân kính yêu. Sử sách đánh giá ông rằng "Vu Thành Long được lòng dân như vậy, lịch sử xưa nay hiếm thấy".
Sách Khang Càn thịnh thế có chép:
| “ | Năm Khang Hi thứ 23 (1684), Vu Thành Long qua đời. Lúc các quan viên đến viếng tang, thấy được đầu giường ông nằm chỉ có một bộ bào phục vải sồi, nhà sau cũng chỉ có mấy hủ gạo và muối, đều không khỏi bi thương mà khóc thất thanh. Người dân bất kể trai gái già trẻ nghe tin đều khóc thương đình công, mấy vạn người cầm hương xếp hàng dài, ngay cả các Sắc Mục, Phiên tăng đều khóc đến mức nằm rạp xuống đất. Khang Hi Đế từng cảm thán, 'Làm quan được như Vu Thành Long được mấy người?' | ” |

Trong cuốn Quan lại Trung Quốc thời Minh Thanh, tác giả Chu Thiệu đã nhận xét rằng:
| “ | Vu Thành Long chỉ là Cống sinh thời Minh mạt, cũng không phải là Tiến sĩ triều Thanh, người như vậy có thể trở thành quan lớn nơi biên cương, có thể nói là có một không hai. | ” |

## Tác phẩm
Vu Thành Long là người am hiểu thư pháp, lại giỏi thơ từ, các tác phẩm của ông đã được người đời sau tập hợp thành các tác phẩm:
- Vu Sơn tấu độc (于山奏牍), 07 quyển.[54]
- Vu Thanh Đoan chính thư (于清端政书), 08 quyển; ngoại tập một quyển; tục tập một quyển.[55]
- Vu Sơn thi từ hợp quyển (于山诗词合选), 08 quyển.

Trong khoảng thời gian nhậm chức ở Trực Lệ và Lưỡng Giang, ông đã từng tổ chức biên soạn:
- Kỳ Phụ thông chí (畿辅通志), 46 quyển.
- Giang Nam thông chí (江南通志), 54 quyển.

Ngoài ra, ông còn tổ chức tu sửa, bảo quản nhiều tài liệu lịch sử, văn hóa, kinh tế và chính trị ở các địa phương ông từng nhậm chức.

## Gia đình
Gia đình của ông gồm có:
- Cha: Vu Thì Hoàng (于时煌).
- Mẹ: Điền thị (田氏).
- Mẹ kế: Lý thị (李氏).
- Vợ: Hình thị (邢氏).
- Con trai:
  1. Vu Đình Dực (于廷翼).
  2. Vu Đình Mại (于廷劢).
  3. Vu Đình Nguyên (于廷元).

## Trong văn hóa đại chúng
- Trong tiểu thuyết Liêu trai chí dị của Bồ Tùng Linh, thiên 2 của quyển 9 tên là "Vu trung thừa" đã kể lại hai câu chuyện về việc Vu Thành Long phá án năm xưa.[58]
- Ở Trung Quốc đại lục có một bộ bình thư [l] nổi tiếng là "Thanh quan Vu Thành Long" [m] của nhà bình phẩm nổi tiếng Đan Điền Phương, tổng cộng 120 tập.[59][60]
- "Nhất đại Liêm lại Vu Thành Long" là một bộ phim 19 tập do Vụ Kiểm tra, Giám sát Kỷ luật Ủy ban Trung ương của Đảng Cộng sản Trung Quốc kết hợp với Đài truyền hình Thái Nguyên sản xuất. Khởi quay vào ngày 24 tháng 11 năm 2000.[61][62]
- "Liêm lại Vu Thành Long" là một vở kinh kịch lịch sử được Viện kinh kịch Thượng Hải sản xuất, do Thượng Trường Vinh chủ diễn. Vở kịch được công diễn vào ngày 11 tháng 6 năm 2009, nói về giai đoạn Vu Thành Long làm Án sát sứ tại Phúc Kiến.[63]
- Trong bộ phim "Đại Thanh Tổng đốc Vu Thành Long" (大清總督于成龍) vào năm 2017, Thành Thái Sân đã vào vai chính Vu Thành Long.[64][65]